# نيلسون مونتي
نيلسون مونتي (30 يوليو 1995 في البرتغال - ) هو لاعب كرة قدم برتغالي في مركز الدفاع. شارك مع منتخب البرتغال تحت 19 سنة لكرة القدم ومنتخب البرتغال تحت 20 سنة لكرة القدم. أما مع النوادي، فقد لعب مع نادي ريو أفي.

## وصلات خارجية
- نيلسون مونتي على موقع الاتحاد الدولي (مؤرشف)  (الإنجليزية)
- نيلسون مونتي على موقع قاعدة بيانات كرة القدم.إي يو (الإنجليزية)
- نيلسون مونتي على موقع ليكيب (الفرنسية)
- نيلسون مونتي على موقع Soccerbase.com (لاعب) (الإنجليزية)
- نيلسون مونتي على موقع Soccerway.com (الإنجليزية)
- نيلسون مونتي على موقع عالم كرة القدم.نت (الإنجليزية)
- نيلسون مونتي على موقع AS.com (الإسبانية)